# شهرک شهید رجایی (ایلام)
شهرک شهید رجایی، شهرکی است که در ایل ارکوازی است  و جمعیت حدوداً ۲۹۰نفر، از توابع شهرستان چوار در استان ایلام ایران.و منجمله از ایل ارکوازی و طایفه بانحاجی(حاجی)،سه تیره از ۴تیره این طایفه در این شهرک است.جد اصلی این طایفه در زمان قاجار و حدودات این شهرک و بزرگ آنها  غیاثی بوده است.

## جمعیت
این روستا در دهستان ارکوازی قرار داشته و براساس سرشماری سال ۱۳۸۵جمعیت آن ۲۸۰
نفر (۸۰خانوار) بوده است.

## رفاهی وگردشگری
این روستا از طبیعت بهاره بسیار خوبی برخوردار است و از آثار تاریخی تپه چهل دزد(سرچل) و متروکه های ساکنان محلی و تفریحگاه بانسوهان در ضلع غربی شهرک و آبشار های فصلی و پل (لول بانسوهان)در ضلع شرقی متروکه های آبادی و تفریگاه آبی رود گلال در جنوب آن و کوهپایه کوه« شاه ماران» و همچنین فاصله نزدیک آن تا بقعه های متبرک حاج بختیار و سید عیسی کلکسیون فانتزی و رویایی برای گردشگران را فراهم آورده است.